# Sophialaan 27-29 (Baarn)
De dubbele villa Sophialaan 27-29 is een beschermd gemeentelijk monument in Baarn, in de provincie Utrecht.
Het pand lijkt erg op het pand aan de andere zijde van de Van der Heydenlaan, Sophialaan 23-25. Beide panden werden in dezelfde tijd gebouwd als de watertoren op nummer 31.
De symmetrische voorgevel heeft twee topgevels. De portieken bevinden zich in het gedeelte tussen de topgevels. Dit middendeel van de gevel heeft een balustrade. Op beide erkers zijn balkons gemaakt tegen de linker zijgevel en rechter topgevel. Het balkon van nummer 29 is te bereiken zia een dubbele balkondeur. De boogvelden van de vensters zijn versierd.
In de jaren dertig en veertig woonden hier Marie Jessurun, Aaf en Anne Bronkers, die samen een pension runden op nummer 29. Van september 1943 tot mei 1945 huisvestten zij twee onderduikers: Joost Jessurun en de schrijfster en vertaalster Rosey E. Pool.